# Лондонска општина Кингстон на Темзи
Кингстон на Темзи је назив једне од лондонских општина (енгл. London Borough of Kingston upon Thames) и уједно и назив њеног историјског средишта, места Кингстон на Темзи.
Кингстон постоји, као несеље, преко једног миленијума, ако не и дуже. У њему су нађени и бројни артифекти из римског периода. У X веку, он је био место крунисања чак седам Англо-Саксонских краљева. У Кингстону и данас постоји Крунидбени камен за који се верује да је био употребљиван за крунисања. Првобитно, Кингстон је озваничен као општина указом Едварда IV 1481. године.
Данашња општина је настала 1965. спајањем тадашње кингстонске општине са двема општинама које су суштински биле део метрополитског Лондона али су административно припадале Сарију. Садашња општина садржи бројна места као: Кингстон на Темзи, Сурбитон, Нови Молден, Норбитон...
Сам Кингстон на Темзи је активан модеран, градић и трговачки центар са мноштвом тржних центара и радњи оријентисаним претежно према имућнијим. У њему се налази и Кингстонски универзитет. Са централним Лондоном повезан је приградским возовима.